# Dubno (Ukrajna)
Dubno (cirill betűkkel: Дубно) város Ukrajna Rivnei területén, a terület harmadik legnépesebb városa, a Dubnói járás és Dubno község székhelye. Az Ikva folyó mentén helyezkedik el. Népessége 36 901 fő (2022, becslés). A város közelében található a hidegháború idején használt dubnói légibázis.

## Történelme
Először 1100-ban említették, Duben faluként. A falu birtokosai kezdetben a Rurikok, majd a halicsi fejedelmek voltak. A települést 1240-ben a tatárok lerombolták.
A 14. század második felétől a Litván Nagyfejedelemség része lett. Dubno 1498-ban magdeburgi jogokat kapott, mely által saját törvényei lehettek, és az Ostrogski család irányítása alá került. A rutén Konstantyn Ostrogski litván nagyhetman 1489–1506 között várat épített, amelyet a 17. század első felében modern erőddé építettek át. A vár fontos szerepet játszott a kozák–lengyel háborúban, és egészen az első világháborúig fennmaradt. A város 1507-ben jogot kapott arra, hogy heti és évi vásárokat tartson. 1592-ben megépült a dubnói kolostor. 
1569-ben a lublini unióval a település a Lengyel–Litván Nemzetközösség része lett. A város gazdaságát a ebben az időszakban a kézműipar és a kereskedelem további növekedése jellemezte. 1569-ben a Łucki vajdasághoz tartozott, majd 1620-ban átkerült a Volhíniai vajdasághoz.  
1660-ban a lengyel erők a kozákokat Dubnóban ostromolták, de a tatárok megjelenése az ostrom feloldásához vezetett. Józef Lubomirski 1702-es halála után átkerült a Sanguszko családhoz, majd 1706-ban kis időre svéd katonák foglalták el. 1753-ban Janusz Aleksander Sanguszko herceg a várost és további hetven környező falut Stanisław Lubomirski hercegnek ajándékozott azzal a kötelezettséggel, hogy a dubnói várban 270 gyalogos katonát kell tartania a vár védelmére. Vásárai miatt a város kereskedelmi központ lett, főleg 1774 és 1797 között, amikor Lwów helyett itt tartották az éves szerződéses vásárt.  Lengyelország harmadik felosztásakor az Orosz Birodalomhoz került. 1871-ben Lubomirski eladta a várost E. Barjatyanszkának. 1873-ben megnyílt a Zdolbunyiv–Dubno–Radiviliv-vasútvonal. 
1900-ra több, mint 14 000 ember élt Dubnóban, és 1905-ben egy privát leányiskola nyílt itt. 1916 júniusában osztrák–magyar katonák foglalták el a várost. A fraternizáció (az egymással hadban álló országok katonáinak a háború elleni tiltakozás egyik formája) résztvevői ellen az Orosz Helyőrség 1917. októberében felkelést hajtott végre Dubnoban. 1920-tól Lengyelországhoz, 1939-től az Ukrán SZSZK-hoz tartozott. 1940-től a Dubnói járás székhelye. A második világháború alatt a város 1941. június 29. és 1944. március 17 között német megszállás alatt volt. 
A 90-es és 2000-es években a kastély parkjában egy vaskori település nyomaira bukkantak.

## Népessége
| Év   | Népesség | Éves vált. |
| ---- | -------- | ---------- |
| 1931 | 15 000   | -          |
| 1989 | 40 806   | -          |
| 2001 | 39 146   | 0,34%      |
| 2014 | 38 087   | 0,21%      |
| 2019 | 37 545   | 0,28%      |
| 2022 | 36 901   | 0,57%      |

2002-ben a lakosság 87%-a ukrán, 8%-a orosz volt.

## Testvérvárosok
Dubno testvérvárosai, zárójelben a kapcsolat létesítésének éve:
- Giżycko, Lengyelország (2000)
- Sokołów Podlaski, Lengyelország (2005)
- Uničov, Csehország (2011)
- Belogradcsik, Bulgária (2010)
- Czerwionka-Leszczyny, Lengyelország (2019)
- Rokiškis, Litvánia (2022)
- Oxford, Amerikai Egyesült Államok (2023)